# ОШ „Бранко Радичевић” Неготин
ОШ „Бранко Радичевић” у Неготину основана је 1982. године као трећа основна школа у Неготину, изградњом школске зграде чија је градња започета 1980. године.

## Школа на почетку рада
Школа је почела да ради под именом „Јосип Броз Тито”, чији ће назив носити до 1993. године када ће узети име данашње име. Први директор школе био је Мирослав Видосављевић, наставник разредне наставе. Новоизграђеној школи припојена су и четвороразредна одељења у суседним селима Видровцу, Чубри, Трњану и Поповици, чији су ђаци после завршеног четвртог разреда даље школовање настављали у својој матичној школи у Неготину свакодневно путујући школским превозом. У поменутим селима, тада је у сва четири разреда било по 20- 36 ученика, а радила су по два учитеља. Изузетак је било село Видровац у коме је радило троје учитеља, у комбинованим одељењима.

## Школа данас
Данас школа тежи да, кроз константну модернизацију наставног процеса и набавком савремених учила, ухвати корак с временом у коме живимо те да својим ученицима пружи што боље услове за стицање знања.
Од наставних средстава школа има: три видео пројектора, три телевизора, пет DVD уређаја, осам касетофона са CD-ом,  преко 70 компјутера, неколико графоскопа, велики избор постера писаца, научника и историјских личности, паное, географске карте, моделе визуелног и практичног материјала у разредној и предметној настави. У школи постоји за сада један информатички кабинет са 16 рачунара, и скоро сви кабинети имају по један свој рачунар укључујући и кабинете наставника предметне и разредне наставе. Сви рачунари умрежени и повезани на Интернет.